# Condado de Union (Florida)
El condado de Unión es un condado ubicado en el estado de Florida.  En 2000, su población era de 13 442 habitantes. Su sede está en Lago Butler.

## Historia
El Condado de Unión fue creado en 1921. Su nombre rememora el concepto de unidad. En el Condado de Unión se encuentra la institución correccional de Unión, que es una prisión de máxima seguridad.

## Demografía
Según el censo de 2000, el condado cuenta con  13 442 habitantes, 3367 hogares y 2606 familias residentes.  La densidad de población es de 22 hab/km² (56 hab/mi²).  Hay 3736 unidades habitacionales con una densidad promedio de 6 u.a./km² (16 u.a./mi²).  La composición étnica de la población del condado es 73,62% Blanca, 22,84% Afroamericana o Negra, 0,66% Nativa americana, 0,31% Asiática, 0,02% De las islas del Pacífico, 1,04% de Otros orígenes y 1,50% de dos o más razas.  El 3,55% de la población es de origen Hispano o Latino cualquiera sea su etnia de origen.
De los 3367 hogares, en el 41,80% de ellos viven menores de edad, 57,70% están formados por  parejas casadas que viven juntas, 15,00% son llevados por una mujer sin esposo presente y 22,60% no son familias. El 19,50% de todos los hogares están formados por una sola persona y 7,10% de ellos incluyen a una persona de más de 65 años.  El promedio de habitantes por hogar es de 2,76 y el tamaño promedio de las familias es de 3,13 personas.
El 21,80% de la población del condado tiene menos de 18 años, el 8,70% tiene entre 18 y 24 años, el 39,80% tiene entre 25 y 44 años, el 22,20% tiene entre 45 y 64 años  y el 7,50% tiene más de 65 años de edad. La mediana de la edad es de 36 años.  Por cada 100 mujeres hay 183,00 hombres y por cada 100 mujeres de más de 18 años hay 215,20 hombres.  This extremely skewed gender distribution is the result of the male prison population in the county.
La renta media de un hogar del condado es de $34 563, y la renta media de una familia es de $37 516. Los hombres ganan en promedio $28 571 contra $22 083 para las mujeres. La renta per cápita en el condado es de $12 333.  14,00% de la población y 10,50% de las familias tienen entradas por debajo del nivel de pobreza. De la población total bajo el nivel de pobreza, el 14,60% son menores de 18 y el 16,20% son mayores de 65 años.

## Ciudades y pueblos

### Municipalidades
1. Ciudad de Lake Butler
2. Pueblo de Raiford
3. Pueblo de Worthington Springs

### Administración local
- Junta de comisionados del Condado de Union
- Supervisión de elecciones del Condado de Union
- Registro de propiedad del Condado de Union
- Oficina del alguacil del Condado de Union
- Oficina de impuestos del Condado de Union

- Datos: Q501078
- Multimedia: Union County, Florida / Q501078